# Don Quichotte déshabillé par les demoiselles de la duchesse
Don Quichotte déshabillé par les demoiselles de la duchesse est un tableau réalisé par le peintre français Charles-Joseph Natoire avant 1742, date à laquelle il est exposé au Salon. De format vertical, cette huile sur toile est un carton pour tapisserie qui fait partie d'une série commandée par Pierre Grimod du Fort sur le thème de Don Quichotte, le roman de Miguel de Cervantes. Elle représente le protagoniste en train d'être débarrassé de son armure et de son épée par quelques jeunes femmes. Classée trésor national en 2009, elle est achetée en 2012 par le musée national du château de Compiègne, à Compiègne, dans l'Oise.